# Iskra
Iskra — канадская анархистская краст-панк-группа, созданная в Виктории, провинции Британская Колумбия в 2002 году.
Iskra является частью андеграундной анархистской панк-сцены, которая была создана в конце 1970-х благодаря таким группам, как Crass и Discharge. Смешав краст-панк и блэк-метал, участники Iskra обозначили свой стиль как «blackened crust.» На звучание Iskra повлияли также такие группы, как Slayer, Bathory, и Amebix. В составе Iskra находятся бывшие участники распавшейся группы Black Kronstadt, стиль которой спустя годы также был определен как «blackened crust».
В своей лирике группа затрагивает такие темы, как гомофобия, сексизм, расизм, проблемы коренных народов, политику (как правое, так и левое крылья), а также капиталистические организации, такие, как ВТО, Всемирный банк, Центральноамериканская зона свободной торговли (CAFTA), Североамериканская зона свободной торговли (NAFTA).

## Дискография
- Demo, 2003
- Self Titled (LP) (Profane Existence), 2004
- Fucking Scum (Кассета) (Harsh Brutal Cold Productions), 2004
- The Terrorist Act (Сингл) (Unrest Records), 2005
- Bring the War Home (CD/LP), сплит с Лос-Анджелесской группой Against Empire (Rodent Popsicle Records), 2006
- Iskra/Self Rule  (Сплит) (Unrest Records), 2007
- Selected Works, компиляция всех работ, за исключением Bring the War Home (Profane Existence), 2007
- Bureval (LP) (Black Raven Records), 2009